# Sibosmylina libelluloides
Sibosmylina libelluloides là một loài côn trùng thuộc bộ Neuroptera. Loài này được Ponomarenko miêu tả năm 1985.